# Arroio Upacaraí
Arroio Upacaraí är ett vattendrag i Brasilien.   Det ligger i delstaten Rio Grande do Sul, i den södra delen av landet, 1 800 kilometer söder om huvudstaden Brasília.
Omgivningen kring Arroio Upacaraí består i huvudsak av gräsmarker. Området är glesbefolkat, med 9 invånare per kvadratkilometer.